# Aleksandar Tijanić
Aleksandar Tijanić (Đakovica, 13. prosinca 1949. - Beograd 28. listopada 2013.), bio je srpski novinar i kolumnist, a do svoje smrti obnašao je dužnost direktora Radiotelevizije Srbije. 

## Životopis
Aleksandar Tijanić rodio se u Đakovici 1949. godine. Nakon završetka srednje škole, Tijanić je u Beogradu upisao Fakultet političkih nauka, ali ga nije završio, zaustavio se negdje na trećoj godini. Krajem 1970-ih zaposlio se u izdanjima Politike, radeći prvo u Auto Svetu, a potom u NIN-u, gdje je došao do jednog od uredničkih mjesta. Sredinom 1980-ih je kao glavni urednik vodio časopis Intervju. Krajem 1980-ih počeo je pisati i za zagrebačke časopise Start i Danas, te i za splitsku Nedjeljnu Dalmaciju gdje je imao svoju kolumnu En passant u kojoj je, dok je istodobno Slobodan Milošević sa svojom „antibirokratskom revolucijom” bio okupirao gotovo cijeli jugoslavenski medijski prostor, izvršavao specijalnu zadaću da ideje novog velikosrpstva na profinjen komentatorski način prodaje hrvatskoj javnosti. Tobože je kritički komentirao tadašnji komunistički režim, odnosno događaje vezane uz antibirokratsku revoluciju i predstojeći raspad SFRJ. Zbog toga je dobio ironični nadimak "gigant hrvatskog novinarstva", jer je zapravo bio glavni medijski propagandist Miloševićeve politike u Hrvatskoj uoči raspada komunističke Jugoslavije.
Godine 1991. vratio se u Beograd gdje je vodio Sportski žurnal, a od 1993. godine TV-stanicu TV Politika. Godine 1998. postao je ministar informiranja u srpskoj vladi Mirka Marjanovića i s tako stvorenim vezama s režimom Slobodana Miloševića u srpskoj javnosti stvorio duboke prijepore koje traju do današnjeg dana. Njegov dolazak na čelo nacionalnog TV servisa, 2004. godine, gdje ga je postavio Vojislav Koštunica, pratila je gotovo jednodušna pobuna stručne javnosti. Isticano je da ne samo što ne ispunjava formalni uvjet, već da direktor RTS mora imati završen fakultet, i poznavanje stranog jezika.

## Ostalo
- "Libar Miljenka Smoje oli ča je život vengo fantažija" kao sudionik dokumentarnog serijala (2012.)

## Zanimljivosti
- Još kao novinar, prije nego što je postao direktor Radiotelevizije Srbije Aleksandar Tijanić izjavio je "...ako Đinđić preživi, Srbija neće" neposredno pred ubojstvo srbijanskog premijera Zorana Đinđića.[2]

## Vanjske poveznice
- (srp.) Blic.rs - Portret Aleksandra Tijanića